# Fredric Horn
Fredric Horn, comte d'Åminne, est un général suédois, né le 29 mars 1725 dans la Sudermanie et mort le 1er janvier 1796. Il est le père de Clas Fredrik Horn.

## Biographie
Il se mit d'abord au service de la France, se signala contre les Autrichiens dans les campagnes de 1743, 1745 et 1750, et décida par son intrépidité la victoire d'Hastenbeck (1757). Il fut rappelé en Suède quand la guerre eut éclaté entre la Suède et la Prusse, devint un des conseillers les plus intimes d'Adolphe-Frédéric et de Gustave III. Il commanda les troupes réunies à Stockholm, où l'on craignait une insurrection, réussit à la prévenir, et fut en récompense fait lieutenant général et comte.